# まこりんレディオ
『まこりんレディオ』は、つくばテレビが制作し、エンタ!959で放送するバラエティ番組である。戸田真琴のテレビ初の冠番組。キャッチコピーは「自家製ゆるゆるラジオ」。「お客さん任せの無責任番組」。

## 番組概要
2019年4月2日より放送開始。ラジオ番組を持つことが夢と語る戸田真琴が練習用として2018年春にsoundcloud、noteに上げていた「まこりんレディオ（仮）」を土台とし、同タイトルで番組化。このため一部の番組紹介では「スカパー!版」との注釈がついている。
レギュラー番組ではあるが、不定期放送の特別番組扱いで正式番組名には毎回「Vol.1」などナンバリングが付記される。深夜ラジオ番組をオマージュし、番組のほとんどは視聴者および番組観覧者からの投稿コーナーからなる。
2019年7月5日に『生まこりんレディオ』をYouTube Liveで配信。スカパー!版まこりんディオVol.1の振り返り、Vol.2のお題発表などを行った。
2021年12月よりU-NEXTで再編集したものを配信開始。

## 出演者
- 戸田真琴
- ギチ青柳貴哉

## おもなコーナー
- 聞いてくれまこりん
オープニングコーナー。戸田真琴に聞いてほしいことを質問、悩み、相談など自由に投稿する。

- まこにゃんの憂鬱
戸田扮する憂鬱な猫「まこにゃん」が目を覚ますような笑える投稿を募集。下ネタもある程度対応するが、ひどいものにはピコピコハンマーが飛ぶ。

- まこりんの恋人
戸田と恋人になったつもりでの会話を投稿してもらうコーナー。戸田は主観カメラで返答を返す。会話形式の投稿も可能。

- まこチューブ
戸田真琴がYouTuberになったことを想定して企画を募集する。実現可能なものはその場で挑戦する。

- まこりん大喜利
一つのお題を設定して行う大喜利。最終的に投稿を読む青柳も大喜利でボケることになり、みんなで傷だらけになり友情を確かめ合うコーナーとされている。
YouTube Live版では戸田真琴が所属するBstarスタッフがテスト生としてお題に答える。

## 放送リスト
| 放送回              | 放送日         | おもな内容 | 特記                                        |
| ------------------- | -------------- | --- | ------------------------------------------- |
| #1                  | 2019年 4月2日  | 2019年3月2日公開収録分放送。 | Blu-rayVol.1収録                            |
| #2                  | 9月1日         | 2019年8月11日公開収録分放送。ゲスト・本庄鈴 | Blu-rayVol.1収録                            |
| #3                  | 2020年 1月4日  | 2019年12月8日公開収録分。ゲスト・桜もこ | 新宿・ロフトプラスワン収録 Blu-rayVol.2収録 |
| #4                  | 5月2日         | 2020年4月5日収録予定（ゲスト・希島あいり）であったが、新型コロナウイルス感染拡大のため中止。2019年3月14日配信収録分（YouTube Live版）を編集し放送。 | 秋葉原・Pigooスタジオ収録 Blu-rayVol.2収録  |
| #4振替              | 8月2日         | 2020年6月14日無観客収録。ゲスト・希島あいり | 秋葉原・Pigooスタジオ収録 Blu-rayVol.2収録  |
| #5                  | 11月16日       | 2020年10月18日無観客収録。ゲスト・乙白さやか。 | 秋葉原・Pigooスタジオ収録 Blu-rayVol.3収録  |
| #6                  | 2021年 1月2日  | 2020年12月20日公開収録。ゲスト・八木奈々。 | Blu-rayVol.3収録                            |
| 生まこりんレディオ1 | 4月17日        | 2021年2月7日収録。BDVol.3発売オンラインイベントを再編集。                                                                                           | 秋葉原・Pigooスタジオ収録 Blu-rayVol.3収録  |
| #7                  | 6月16日        | 2021年5月4日収録。ゲスト・山岸逢花。 | 秋葉原・Pigooスタジオ収録                   |
| #8                  | 7月17日        | ゲスト・山岸逢花。後編。 | 秋葉原・Pigooスタジオ収録 Blu-rayVol.4収録  |
| #9                  | 9月17日        | 2021年8月28日収録、先行配信。ゲスト：石原希望 | 秋葉原 Pigoo スタジオ収録 Blu-rayVol.4収録  |
| #10                 | 10月16日       | ゲスト：石川希望編・後編 | 秋葉原 Pigoo スタジオ収録 Blu-rayVol.4収録  |
| #11                 | 2022年 3月16日 | 2022年2月20日収録。ゲスト・架乃ゆら。 | 秋葉原 Pigoo スタジオ収録 Blu-rayVol.5収録  |
| #12                 | 4月17日        | ゲスト・架乃ゆら | 秋葉原 Pigoo スタジオ収録 Blu-rayVol.5収録  |
| #13                 | 5月16日        | 2022年5月4日収録、ゲスト・白石茉莉奈 | 青柳不在回 Blu-rayVol.5収録                 |
| #14                 | 7月17日        | ゲスト・白石茉莉奈 | 青柳不在回 Blu-rayVol.5収録                 |
| #15                 | 10月19日       | 2022年9月18日公開収録、ゲスト・本郷愛 | Blu-rayVol.6収録                            |
| #16                 | 11月16日       | ゲスト・本郷愛後編 | Blu-rayVol.6収録                            |
| #17                 | 2023年 2月16日 | 2023年1月28日公開収録、ゲスト・天使もえ | 「今日のあまつか」Vol.16収録                |
| #18                 | 3月16日        | ゲスト・天使もえ、ケチャップ河合 | 「今日のあまつか」Vol.16収録                |